# ロケット・砲兵 (ロシア陸軍)
ロケット・砲兵（ロケットほうへい、ロシア語: Ракетные войска и артиллерия Российской Федерации）はロシア陸軍における兵科の一つであり、ロケット砲運用部隊と野戦砲兵部隊を管轄する。砲兵隊は、狙撃兵とともにロシア帝国時代より歴史のある兵科である。

## 歴史
ロシアにおいて大砲の使用が始まったのは1382年であり、モスクワ大公国がトクタミシュ率いるジョチ・ウルスとの戦いで用いたのが最初の事例だと言われている。それ以降大砲と銃はロシア陸軍にとって非常に重要な兵器として扱われ、ピョートル大帝の時代には砲兵学校（ミハイロフスキー軍事砲兵アカデミー）が設立され、西欧式の訓練が施された。
そして日露戦争では近代的な要塞陣地やマクシム機関銃とともに旅順要塞に多数配置され、旅順攻略を目指す日本軍の大きな脅威の一つとなった。
第二次世界大戦ではカチューシャ多連装ロケット砲が開発され、従来の牽引式火砲では不足していた面制圧能力をソ連軍にもたらした。さらに冷戦期には2S1・2S3・2S5といった機械化歩兵部隊（自動車化狙撃兵部隊）の作戦機動に随伴できる自走砲が開発され、高い機動力をも手に入れた。
ロシア連邦のロケット・砲兵部隊は、ソビエト連邦時代の軍管区に駐屯していたロケット・砲兵部隊の編成、さらに、ヨーロッパ、モンゴル、旧ソ連の共和国にあったいくつかの部隊と編成に基づいて編制された。大きな特徴としては狙撃兵師団・旅団に直接属する大隊規模のものと、軍管区に直轄される旅団規模のものに区別されている。

## 編制

### 師団・旅団隷下砲兵大隊
- 大隊司令部
- 野戦砲兵隊（牽引式榴弾砲ないし自走砲×18門）
- 砲兵観測小隊（PRP-4M 砲兵観測車×5両）

### 師団・旅団隷下ロケット砲大隊
- 大隊司令部
- 自走多連装ロケット砲×18両

### 軍管区直轄砲兵旅団
- 旅団司令部
- 2個野戦砲兵大隊（牽引式榴弾砲ないし自走砲×36門）
- ロケット砲大隊

## 部隊一覧
西部軍管区
- 第9親衛砲兵旅団
- 第45砲兵旅団
- 第244砲兵旅団
- 第288砲兵旅団

南部軍管区
- 第1親衛ロケット旅団
- 第227砲兵旅団
- 第291砲兵旅団
- 第439親衛ロケット砲兵旅団

中央軍管区
- 第92ロケット旅団
- 第119ロケット旅団
- 第385砲兵旅団
- 第950ロケット砲兵旅団

東部軍管区
- 第20親衛ロケット旅団
- 第200ロケット旅団
- 第305砲兵旅団
- 第338親衛ロケット旅団

北方艦隊
- 第536独立沿岸ミサイル・砲兵旅団